# Saint-Georges-Armont
Saint-Georges-Armont é uma comuna francesa na região administrativa de Borgonha-Franco-Condado, no departamento de Doubs. Estende-se por uma área de 4,74 km². Em 2010 a comuna tinha 128 habitantes (densidade: 27 hab./km²).